# Gare d’Angers-Saint-Serge
Gare d’Angers-Saint-Serge vasútállomás Franciaországban, Angers településen.

## Vasútvonalak
Az állomást az alábbi vasútvonalak érintik:
- Segré-Angers-Saint-Serge-vasútvonal

## Kapcsolódó állomások
A vasútállomáshoz az alábbi állomások vannak a legközelebb: